# بيتاكوس
بيتاكوس هو سياسي وحكيم إغريقي وهو أحد حكماء الإغريق السبعة. ولد في ميتيليني وعاش بين عامي 650 – 570 قبل الميلاد وتحالف مع إخوة الشاعر ألكايون في الإطاحة بالطاغية ميلانغروس (612 - 11) وأظهر نفسه كقائد حرب ضد أثينا ففي عام 606 ق م حاربوا للسيطرة على سيغيوم على الدردنيل حيث قتل القائد الأثيني فرينون بيد واحدة وانتخب حاكما من قبل أهل ميتيليني عام 590 ق م لحمايتهم من النبلاء المنفيين وعلى رأسهم ألكايوس وآخوه أنتيمينيدس، استقال من منصبه بعد عشر سنوات ومات بعدها بعشر سنوات أخرى، ونسب ديوجانس اللايرتي إليه مجموعة أقوال أغلبها سياسية أو أخلاقية وأبيات ورسالة مزورة إلى كرويسوس، من هذه الأقوال التي أخذت عنه (من الصعب أن تكون صالحا)، (اعلم متى تتصرف).